# 拉賓 (克羅地亞)

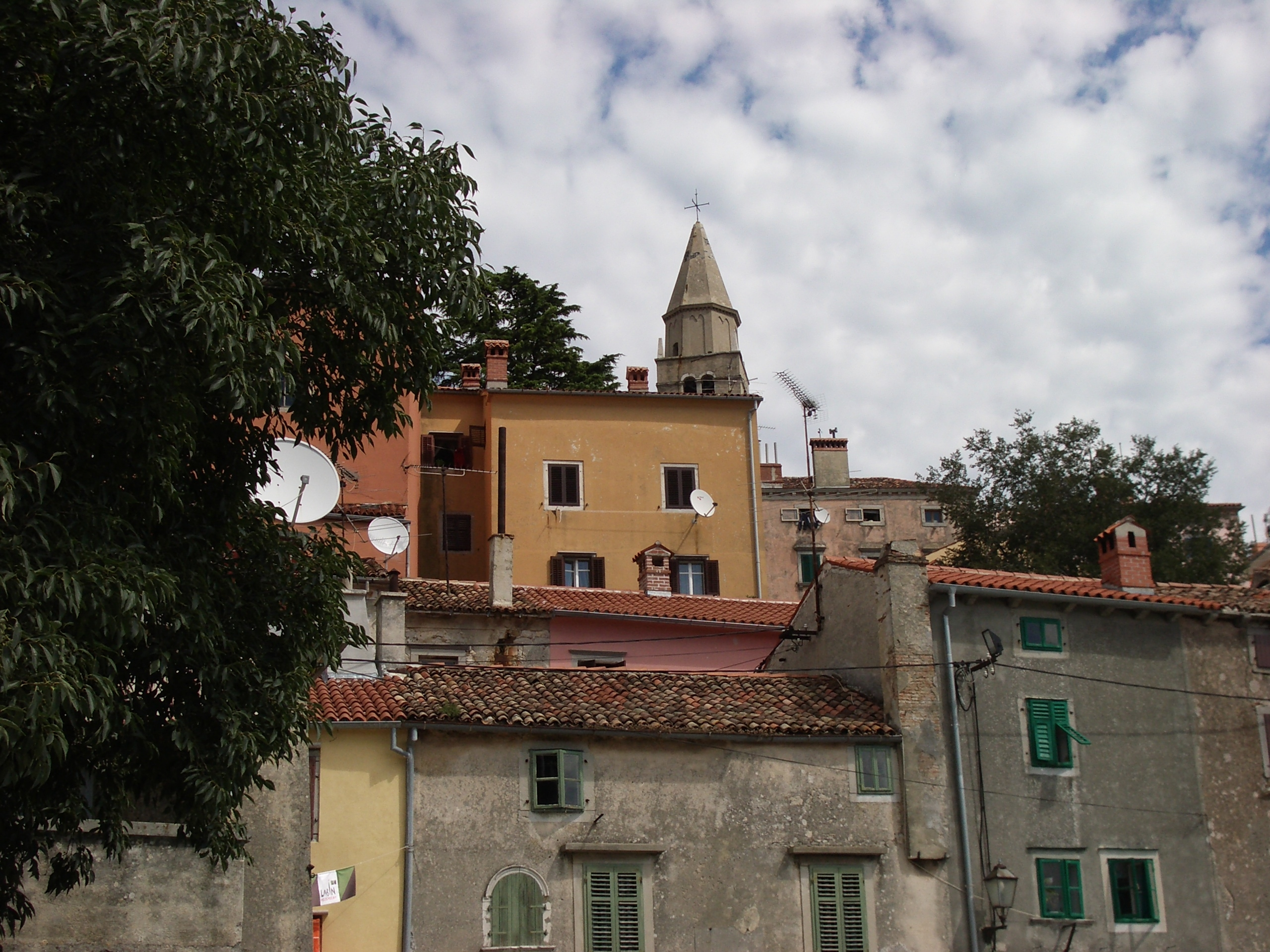

拉賓（克罗地亚语：Labin；意大利语：Albona）是克羅地亞的城鎮，位於該國西部伊斯特拉半島東岸，面積72平方公里，海拔高度320米，鎮上最後一個煤礦在1972年關閉，主要經濟活動是旅遊業，2021年城镇人口5,806，包括维内日和拉巴茨在内的城市总人口为10,424。

## 外部連結
- Labin official site （页面存档备份，存于） （克羅埃西亞文）
- Labin.com is the first site about Labin （页面存档备份，存于） （克羅埃西亞文）